# 35 Hudson Yards
35 Hudson Yards, kallas även Equinox Tower, är en skyskrapa som ligger inom byggnadskomplexet Hudson Yards på Manhattan i New York, New York i USA.
Byggnaden uppfördes mellan 2015 och 2019 som en fastighet för bostäder och hotellsverksamhet. Den är 316,69 meter hög och har 72 våningar.